# Зімон Едер
Зі́мон Едер (нім. Simon Eder; нар. 23 лютого 1983) — австрійський біатлоніст, срібний призер олімпійських ігор, призер чемпіонатів світу з біатлону, переможець та призер етапів Кубка світу з біатлону.

## Виступи на Олімпійських іграх
| Рік  | Місце проведення | Інд | Спр | Пр | МС | Ест |
| 2010 | Ванкувер         | 6   | 11  | 4  | 25 | 2   |

## Виступи на чемпіонатах світу
| Рік  | Місце проведення     | Інд | Спр | Пр | МС | Ест | ЗМ |
| 2007 | Антхольц             | 68  |     |    |    | 6   |    |
| 2008 | Естерсунд            | 20  | 33  | 23 | 15 | 4   |    |
| 2009 | Пхьончхан            |     | 8   | 14 | 8  | 2   |    |
| 2011 | Ханти-Мансійськ      | 17  | 17  | 14 | 9  | 9   |    |
| 2012 | Рупольдінг           | 23  | 46  | 34 |    | 5   |    |
| 2013 | Нове Место-на-Мораві | 42  | 10  | 12 | 18 | 5   |    |

## Кар'єра в Кубку світу
Зімон Едер входить до складу естафетної команди Австрії, одної з найсильніших у сезоні 2009/2010. Разом із командою він здобував срібні медалі на чемпіонаті світу 2009 та на Олімпійських іграх у Ванкувері. Свою першу індивідуальну перемогу на етапах Кубка світу він здобув в березні 2009 в Ханти-Мансійську в мас-старті.
Найвищого результату у загальному заліку Едер досяг у сезон 2009/2010, який він завершив на 8-му місці. В заліку гонок переслідування він був другим за підсумками сезону, поступившись тільки очком Мартену Фуркаду. Наступний сезон він завершив на 11-у місці, а сезон 2011/2012 — лише на 34.
- Дебют в кубку світу — 18 січня 2003 року в спринті в Рупольдинзі — DNF місце.
- Перше попадання в залікову зону — 14 грудня 2006 року в спринті в Гохфільцені — 22 місце.
- Перший подіум — 16 грудня 2008 року в естафеті в Поклюці — 3 місце.
- Перший особистий подіум — 24 січня 2009 року в гонці переслідування в Поклюці — 2 місце.
- Перша перемога — 29 березня 2009 року в масстарті в Ханти-Мансійську — 1 місце.

## Список призових місць на етапах Кубка світу
За свою кар'єру виступів на етапах Кубка світу з біатлону Зімон 18 разів підіймався на подіум пошани, з них 3 рази (включаючи 1 особисту перемогу) на найвищу сходинку та 6 разів був другим. 9 із 18 подіумів Едер виборов у складі естафетної збірної.
| № | Позиція | Дисципліна           | Етап        | Місце проведення |
| - | ------- | -------------------- | ----------- | ---------------- |
| 1 | 1       | мас-старт            | 2008/09 — 9 | Ханти-Мансійськ  |
| 2 | 1       | естафета             | 2009/10 — 2 | Гохфільцен       |
| 3 | 1       | естафета             | 2013/14 — 5 | Рупольдінг       |
| 4 | 2       | гонка переслідування | 2008/09 — 6 | Антхольц         |
| 5 | 2       | гонка переслідування | 2008/09 — 8 | Осло             |
| 6 | 2       | мас-старт            | 2008/09 — 8 | Осло             |
| 7 | 2       | гонка переслідування | 2009/10 — 2 | Гохфільцен       |
| 8 | 2       | естафета             | 2010/11 — 2 | Гохфільцен       |
| 9 | 2       | індивідуальна гонка  | 2013/14 — 1 | Естерсунд        |

| №  | Позиція | Дисципліна           | Етап        | Місце проведення |
| -- | ------- | -------------------- | ----------- | ---------------- |
| 10 | 3       | естафета             | 2007/08 — 3 | Поклюка          |
| 11 | 3       | спринт               | 2008/09 — 8 | Осло             |
| 12 | 3       | естафета             | 2009/10 — 1 | Естерсунд        |
| 13 | 3       | гонка переслідування | 2009/10 — 3 | Поклюка          |
| 14 | 3       | мас-старт            | 2010/11 — 5 | Рупольдінг       |
| 15 | 3       | естафета             | 2011/12 — 6 | Антхольц         |
| 16 | 3       | естафета             | 2012/13 — 5 | Рупольдінг       |
| 17 | 3       | естафета             | 2012/13 — 6 | Антхольц         |
| 18 | 3       | естафета             | 2013/14 — 3 | Ансі             |

## Загальний залік в Кубку світу
- 2006–2007 — 68-е місце (20 очок)
- 2007–2008 — 18-е місце (348 очків)
- 2008–2009 — 12-е місце (581 очків)
- 2009–2010 — 8-е місце (653 очків)
- 2010–2011 — 11-е місце (582 очків)
- 2011–2012 — 34-е місце (253 очків)
- 2012–2013 — 11-е місце (607 очків)
- 2013–2014 — 5-е місце (585 очків)
- 2014–2015 — 15-е місце (522 очків)
- 2015–2016 — 5-е місце (714 очків)
- 2016–2017 — 13-е місце (552 очків)
- 2017–2018 — 18-е місце (449 очків)
- 2018–2019 — 8-е місце (701 очків)
- 2019–2020 — 24-е місце (274 очків)
- 2020–2021 — 15-е місце (609 очків)
- 2021–2022 — 15-е місце (431 очків)

## Статистика стрільби
| № п/п | Сезон     | Загальна         | Індивідуальна гонка | Спринт          | Гонка переслідування | Мас-старт       | Естафета       |
| ----- | --------- | ---------------- | ------------------- | --------------- | -------------------- | --------------- | -------------- |
| 1     | 2005-2006 | 90,0 % (27/30)   | 0,0 % (0/0)         | 90,0 % (27/30)  | 0,0 % (0/0)          | 0,0 % (0/0)     | 0,0 % (0/0)    |
| 2     | 2006-2007 | 86,9 % (246/283) | 85,0 % (51/60)      | 87,5 % (70/80)  | 87,5 % (105/120)     | 0,0 % (0/0)     | 87,0 % (20/23) |
| 3     | 2007-2008 | 88,3 % (341/386) | 91,7 % (55/60)      | 87,8 % (79/90)  | 89,2 % (107/120)     | 87,5 % (70/80)  | 83,3 % (30/36) |
| 4     | 2008-2009 | 88,6 % (288/325) | 92,5 % (37/40)      | 85,0 % (68/80)  | 90,0 % (90/100)      | 91,3 % (73/80)  | 80,0 % (20/25) |
| 5     | 2009-2010 | 84,1 % (360/428) | 85,0 % (51/60)      | 83,0 % (83/100) | 85,0 % (102/120)     | 84,0 % (84/100) | 83,3 % (40/48) |
| 6     | 2010-2011 | 87,6 % (345/394) | 87,5 % (70/80)      | 86,7 % (78/90)  | 90,0 % (108/120)     | 87,5 % (70/80)  | 79,2 %(19/24)  |
| 7     | 2011-2012 | 86,0 % (246/286) | 93,3 % (56/60)      | 83,8 % (67/80)  | 86,3 % (69/80)       | 70,0 % (14/20)  | 87,0 % (40/46) |
| 8     | 2012-2013 | 87,3 % (419/480) | 85,0 % (51/60)      | 93,0 % (93/100) | 83,8 % (134/160)     | 93,0 % (93/100) | 80,0 % (48/60) |